# یوستن بلوک
یوستن بلوک (هلندی: Justen Blok؛ زادهٔ ۲۷ سپتامبر ۲۰۰۰) بازیکن هاکی روی چمن اهل هلند است.